# 卡爾森灣
64°24′S 58°4′W / 64.400°S 58.067°W
卡爾森灣（瑞典語：Carlsson, bahía）是南極洲的海灣，位於詹姆斯羅斯島西南部，處於福斯特角西北面6公里，寬4.5公里，由瑞典探險隊發現和測量，現時由南極條約體系管理。